# Brad Sellers
Bradley Donn "Brad" Sellers (Warrensville Heights, Ohio; 17 de diciembre de 1962) es un exjugador de baloncesto estadounidense que jugó durante 6 temporadas en la NBA, para posteriormente hacerlo en la liga griega, española, francesa e israelí. Con sus 2,13 metros de estatura, jugaba en la posición de pívot. Desde 2012 es el alcalde de su ciudad natal, Warrensville Heights.

## Trayectoria deportiva

### Universidad
Jugó sus dos primeros años en la Universidad de Wisconsin, donde destacó en su temporada de novato, promediando 14 puntos y 9,4 rebotes por partido. Fue transferido a la Universidad de Ohio State, quedándose un año sin jugar. En su última temporada, promedió unos espectaculares 19,8 puntos y 12,6 rebotes por partido, que le permitieron ser uno de los objetos deseables del Draft de la NBA.

### Profesional
Fue elegido en la novena posición del Draft de la NBA de 1986 por Chicago Bulls, donde jugó en sus tres primeras temporadas como profesional, pero sin llegar a aportar lo que realmente se esperaba de él. Jugó ocasionalmente como titular, pero la emergencia de Scottie Pippen en el equipo hizo se convirtiera en un jugador prescindible. En la temporada 1998-89 fue traspadado a Seattle Supersonics a cambio de la 17.ª elección del draft de ese año, que resultó ser B. J. Armstrong. Jugó además en Minnesota Timberwolves y Detroit Pistons antes de irse a Europa, donde jugó en cuatro países diferentes, entre ellos España (Gijón Baloncesto) y Grecia (Aris Salónica).